# Barry Morrow
Barry Morrow (* 12. Juni 1948 in Austin, Minnesota) ist ein US-amerikanischer Filmproduzent und Drehbuchautor, der bei der Oscarverleihung 1989 mit Ronald Bass den Oscar für das beste Originaldrehbuch für Rain Man erhielt.

## Leben
Morrow studierte nach dem Schulbesuch am St. Olaf College, verließ dieses aber 1970 ohne Abschluss, da ihm dafür ein Punkt fehlte.
Zu Beginn der 1980er Jahre schrieb er seine Lebensgeschichte, die unter dem Titel Bill (1981) von Anthony Page mit Mickey Rooney in der Titelrolle verfilmt wurde und für die er gemeinsam mit Drehbuchautor Corey Blechman einen Emmy für die herausragendste Vorlage für einen Fernsehfilm erhielt.
Seinen ersten großen Erfolg als Drehbuchautor hatte er mit Rain Man (1988) von Barry Levinson, für den er zusammen mit Ronald Bass bei der Oscarverleihung 1989 den Oscar für das beste Originaldrehbuch erhielt. Daneben waren er und Bass für den BAFTA Award für das beste Originaldrehbuch (1990), den Golden Globe Award für das beste Filmdrehbuch (1989) sowie den Preis der Writers Guild of America (WGA Award) für das beste Originaldrehbuch (1989) nominiert.
Später gründete er gemeinsam mit Richard Heus eine Filmproduktionsgesellschaft, die Morrow-Heus Productions, und verfasste nicht nur weitere Drehbücher, sondern produzierte nunmehr auch Filme wie Trevor und der Penner (1991) von George Kaczender und Race the Sun – Im Wettlauf mit der Zeit (1996) von Charles T. Kanganis. Für Babyswitch – Kind fremder Eltern (1991) war er mit Heus und den weiteren Produzenten Michael O’Hara, Lawrence Horowitz, Mark Sennet sowie Ervin Zavada für einen Emmy für den herausragendsten Fernsehfilm nominiert.
Morrow, der 1989 seinen College-Abschluss nachholte, engagiert sich in zahlreichen Wohltätigkeitsorganisationen wie der Association of Retarded Citizens, der National Association of Social Workers und der Austism Society of America und ist seit Jahrzehnten ein Verfechter der Rechte für Menschen mit Behinderungen.